# 翟潇闻
翟瀟聞（英語：Bill Zhai，1999年5月28日—），出生於中國山東省濟南市，中国大陆男歌手、演員，所屬經紀公司哇唧唧哇娱乐（天津）有限公司，曾為男子音樂組合R1SE成員，在隊伍中擔任Vocal。現作為演員、歌手進行個人活動。
2018年，參加騰訊視頻娛樂選秀節目《明日之子第二季》，獲得盛世美顏賽道九強；同年，出演個人首部影視劇《暗戀橘生淮南》。2019年，參加競演養成類真人秀《創造營2019》，並於6月8日總決賽獲得第6名，成為限定男團R1SE成員，以歌手身分正式出道；在2021年6月14日所屬限定團體R1SE正式結束所有團體活動後，以哇唧唧哇旗下「翟瀟聞工作室」繼續發展。

## 經歷

### 早年經歷
翟瀟聞出生於中國山東濟南，他當藝人的想法源於小時候在家看《還珠格格》。上大學後，受到選秀節目導演組邀請抱著“一個人在十八九歲的年紀，有資格去做可能你沒把握的事情”想法決定去舞台試試看。之後，以「沒錯翟瀟聞」做為網名在平台上發布自己的音樂相關作品。

### 演藝經歷
2018年，作為選手參加騰訊視頻選秀娛樂節目《明日之子 (第二季)》，獲得盛世美顏賽道9強。8月18日，參加第3屆粉絲嘉年華；同年，出演個人首部影視劇作品與胡一天、胡冰卿合作主演了青春校園劇《暗戀橘生淮南》擔任徐志安一角；他還參加了騰訊視頻青春體娛跨界競技節目《超新星全運會》。
2019年，參加騰訊視頻偶像男团竞演养成節目《創造營2019》，並參與演唱了節目主題曲《喊出我的名字》。5月22日，參加節目組在青島市城陽體育館舉辦《doki大爬梯》粉絲見面會。5月29日，參與了《麥吉麗Mageline護膚》在北京鳳凰中心舉行的麥吉麗品牌五週年耀顏盛典；節目錄製期間，翟瀟聞還參與了《VogueMe》等多個時尚雜誌畫報的拍攝。6月8日，在《创造营2019》总决赛上，他在經過多輪比拼后以第6名的最终成績加入男子演唱組合R1SE；當晚同時，隨R1SE推出了組合出道曲《R.1.S.E》，該歌曲為電影《MIB星際戰警：跨國行動》中國區主題推廣曲；7月19日，隨R1SE為電影《上海堡壘》演唱的片尾主題曲《無愧》發布；8月2日，隨R1SE為電視劇《全職高手》演唱的片尾曲《榮耀的戰場》正式上線；8月4日，與何洛洛、劉也、任豪、趙磊為動畫片《魔道祖師》演唱的推廣曲暨片尾曲《少年如故》上線，這是R1SE成團以來第一次為國漫演唱推廣曲。8月6日，隨R1SE推出組合首張音樂EP《就要擲地有聲的炸裂》，收錄了包括《R.1.S.E》、《誰都別吝嗇》等在內的6首歌曲。8月11日，其參加的R1SE首部團綜《Super R1SE·蓄能季》上線。9月6日，隨R1SE獲得智族GQ Men Of The Year年度人物盛典年度團體獎。10月12日，參加青春體娛跨界類型節目《超新星運動會 第二季》。10月31日，隨R1SE獲得亞洲新歌榜度盛典年度最受歡迎新團體獎。12月3日，隨R1SE獲得時尚COSMO“傳承·美”年度團體獎。12月9日，組合EP《就要擲地有聲的炸裂》獲得TMEA騰訊音樂娛樂盛典年度最佳團體專輯獎；此外，他還隨R1SE舉辦了“WE ARE R.1.SE-2019 R1SE全國巡迴演唱會”。
2020年5月，隨組合R1SE參與偶像組合競演真人秀節目《炙熱的我們》正式開播。7月28日，參演的年代情感劇《親愛的爸媽》在北京開機，飾演李冰。10月22日，官宣参演真人秀《神奇公司在哪里》。
2021年5月2日及5月3日，參與「R1SE告別限定演唱會上海站」。6月13日，參與「我們破曉星辰-R1SE限定告別演唱會-最終場兼告別典禮」。6月14日，從所屬限定組合R1SE畢業，隨後成立個人工作室。9月，参加东方卫视音乐竞技节目《我们的歌》第三季。
2022年5月28日，推出個人首張專輯《澈》，當日於網易雲音樂上線《海岸引力》、《乘夢飛行》音源；6月8日，第二波音源《有你的天氣》、《什麼時候我們開始不說話》上線，與余佳運及萬歲爺兩位音樂人帶來全新特別合作；6月24日，陪伴曲《請伴隨我一直跑》上線。9月10日，參演古裝愛情劇《了不起的曹萱萱》在橫店開機，飾演男主角郭子傑。

## 音樂作品

### 正規專輯
| 專輯 | 專輯資料                                                                                | 曲目                                                                                   |
| 1st  | 《澈》 - 發行日期：2022年5月28日 - 語言：國語 - 發行公司：哇唧唧哇 - 備註：首張個人專輯 | 曲目 1. 海岸引力 2. 乘夢飛行 3. 有你的天氣 4. 什麼時候我們開始不說話 5. 請伴隨我一直跑 |
| 2st  | 《六月局部下孤獨》 - 發行日期：2024年5月28日 - 語言：國語 - 發行公司：哇唧唧哇          | 曲目 1. 局部有雨 2. 夜盲的麻雀 3. 微醺潛水艇 4. 入戲 5. 失重                           |

### 個人單曲
| 發行日期      | 歌曲名稱       | 備註                                      |
| 2022年5月5日  | 《立夏時年青》 | 河南衛視 中國節氣系列《立夏奇遇記》主題曲 |
| 2022年7月23日 | 《解暑》       | 河南衛視 中國節氣系列主題曲               |

### 影視原聲帶
| 發行日期      | 歌曲名稱                  | 備註                           |
| 2021年6月23日 | 《漾》 合作演唱者：王天放 | 電視劇《你微笑時很美》插曲     |
| 2021年8月11日 | 《青春旅途》              | 電視劇《親愛的爸媽》插曲       |
| 2021年8月11日 | 《靜靜地》                | 電視劇《親愛的爸媽》插曲       |
| 2021年8月16日 | 《Say that in Your Mind》 | 電視劇《世界微塵裡》插曲       |
| 2025年2月16日 | 《不如找天見面》          | 電視劇《樹下有片紅房子》主題曲 |

### 《創造營2019》表演曲目
| 期數         | 表演歌曲                 | 合作演唱者                                                                                | 備註                                                       |
| 2019年4月5日 | 《喊出我的名字》         | 《創造營2019》全體學員                                                                    | 節目官方主題曲                                             |
| 第一期       | 《西門少年》（組合）     | 周震南、焉栩嘉、夏之光、趙磊、彭楚粵                                                      | 初評定為B，因全員選擇挑戰A班，未達A而直降級為F             |
| 第一期       | 《情深深雨濛濛》（個人） | 不適用                                                                                    | 初評定為B，因全員選擇挑戰A班，未達A而直降級為F             |
| 第三期       | 《青春紀念冊》           | 牛超、林染、任豪、林亞冬、郭珈睿、顧天航                                                  |                                                            |
| 第六期       | 《兒時》                 | 李昀銳、張炯敏、張達源、董向科                                                            | 擔任中心位，獲得本組點讚數第一名                           |
| 第八期       | 《敢》                   | 李昀銳、秦天、段浩男、肖凱中、馬雪陽、王藝衡                                              | 擔任中心位，幫唱學姊為陳鈺琪                               |
| 第十期       | 《夢裡》（個人）         | 不適用                                                                                    | 最終獲得10,581,322個點讚成為第6名， 以R1SE團員身分正式出道 |
| 第十期       | 《赤子》（組合）         | 周震南、焉栩嘉、夏之光、趙磊、彭楚粵、姚琛、 張顏齊、秦天、陸思恆、吳季峰、李鑫一、段浩男 | 最終獲得10,581,322個點讚成為第6名， 以R1SE團員身分正式出道 |

### 《我們的歌 (第三季)》表演曲目
| 期數   | 主題                       | 表演歌曲                 | 合作演唱者                                           |
| 第三期 | 盲選階段獨唱歌曲           | 《對愛渴望》             | 不適用                                               |
| 第三期 | 前輩無彩排合作歌曲         | 《聽說愛情回來過》       | 呂方                                                 |
| 第三期 | 國慶祝福歌曲               | 《那麼愛你》             | 呂方、大張偉、周筆暢、汪蘇瀧、劉宇寧、孟慧圓、單依純 |
| 第四期 | 一首歌一個故事（前輩歌手） | 《彎彎的月亮》           | 呂方                                                 |
| 第六期 | 一首歌一個故事（新聲歌手） | 《你給我聽好》           | 呂方                                                 |
| 第八期 | 第二輪團戰                 | 《滿懷可愛所向披靡！》   | 呂方、大張偉、汪蘇瀧                                 |
| 第八期 | 第二輪團戰                 | 《耶利亞女郎》           | 呂方、大張偉、汪蘇瀧                                 |
| 第八期 | 第二輪團戰                 | 《給所有知道我名字的人》 | 呂方、大張偉、汪蘇瀧                                 |
| 第九期 | 有沒有一首歌會讓你想起我   | 《朋友別哭》             | 呂方                                                 |
| 第九期 | 有沒有一首歌會讓你想起我   | 《假如愛有天意》         | 呂方                                                 |

## 影視作品

### 電視劇
| 首播年份 | 劇名               | 角色   | 備註     |
| 2021年   | 《暗戀橘生淮南》   | 徐志安 | 友情出演 |
| 2021年   | 《你微笑時很美》   | 簡陽   | 主演     |
| 2021年   | 《亲爱的爸妈》     | 李冰   | 主演     |
| 2021年   | 《世界微塵裡》     | 劉宇誠 | 特別主演 |
| 2025年   | 《了不起的曹萱萱》 | 郭子杰 | 男主     |
| 2025年   | 《樹下有片紅房子》 | 景棲遲 | 男主     |
| 2025年   | 《难哄》           | 向朗   | 客串     |
| 2025年   | 《淮水竹亭》       | 楊一嘆 | 男二     |
| 待播     | 《吉星高照》       | 謝憐   | 男主     |
| 待播     | 《以你為名的夏天》 | 張澍   | 男主     |
| 待播     | 《你好1983》       | 周誠   | 男主     |

### 電影
| 上映年份 | 劇名         | 角色   | 備註 |
| 2024年   | 《孤星计划》 | 羅世聞 | 客串 |
| 待上映   | 《老江湖》   | 溫豆絲 |      |

## 綜藝節目

### 常駐綜藝
| 播出時間                      | 播出平台         | 節目名稱              | 備註 |
| 2018年6月30日－2018年9月14日  | 騰訊視頻         | 明日之子 (第二季)     | 2018年6月30日起每周六播出一集，9月14日進行決賽直播。                                                         |
| 2018年11月1日－2018年11月22日 | 騰訊視頻         | 超新星運動會          | 2018年11月1日起每週四播出一集，11月10日及11日進行決賽直播。                                                  |
| 2019年4月6日－2019年6月8日    | 騰訊視頻         | 創造營2019            | 以最終排名第六的成績正式加入團體組合R1SE出道。 2019年4月6日起每周六播出一集，6月8日進行決賽直播。            |
| 2019年8月11日－2019年11月10日 | 騰訊視頻         | Super R1SE ‧ 蓄能季   | R1SE專屬小團綜。 2019年8月11日起每周日播出一期，11月10日收官。                                               |
| 2019年10月12日－2019年11月3日 | 騰訊視頻         | 超新星運動會第二季    | 2019年10月12日起每週六播出一集，第四期於28日搶先播出，11月1日至11月3日進行決賽直播。                         |
| 2019年12月1日－2020年1月5日   | 騰訊視頻         | 十一少年的秋天        | R1SE專屬大團綜。 2019年12月1日起每周日播出一期，2020年1月5日收官。                                           |
| 2020年5月29日－2020年7月23日  | 騰訊視頻         | 炙熱的我們            | 2020年5月29日起每周五播出一期，7月23日進行決賽直播。                                                         |
| 2020年7月5日－2020年8月22日   | 騰訊視頻         | Super R1SE ‧ 週年季   | R1SE專屬小團綜。 2020年7月5日起每周日播出一期，8月22日收官。                                                 |
| 2020年7月11日－2020年9月25日  | 湖南衛視         | 快樂大本營站穩了朋友  | 2020年7月11日起每週六播出一期，9月25日決賽播出。                                                             |
| 2020年7月16日－2020年8月16日  | 騰訊視頻         | 超新星運動會第三季    | 2020年7月16日起每週四播出一集，8月14日至8月16日進行決賽直播。                                                |
| 2020年11月6日－2021年1月8日   | 東方衛視         | 神奇公司在哪裡        | 2020年10月30日播出前導片；11月6日起每周五播出一集，11月14日、21日、28日為周六播出一集，2021年1月8日收官。    |
| 2021年4月3日－2021年6月5日    | 東方衛視         | 金曲青春              | 2021年4月3日起每周播出一期，參與集數：第五期、第九期、第十期。                                               |
| 2021年4月29日－2021年5月21日  | 騰訊視頻         | 我們，破曉之前        | R1SE專屬大團綜。 2021年4月29日起每周四播出一期，第四期因故延後至5月21日播出並收官。                          |
| 2021年10月3日－2021年12月5日  | 東方衛視         | 我們的歌第三季        | 2021年9月19日起每周日播出一集，參與集數：第三期、第四期、第六期、第八期、第九期。                            |
| 2022年3月2日－2022年5月11日   | 優酷             | 沒談過戀愛的我        | 2022年3月2日起每周三播出一集，2022年5月11日收官。                                                            |
| 2022年3月19日－2022年6月12日  | 芒果TV           | 初入職場的我們·法醫季 | 2022年3月19日起每周六、日播出一集，2022年6月12日收官。                                                       |
| 2022年7月30日－2022年11月15日 | 東方衛視         | 打卡吧！吃貨團第二季  | 2022年7月29日播出先導片，7月30日起每周六播出一集；第九期、第十期、第十一期因工作安排缺席錄製，11月15日收官。 |
| 2022年11月16日－2023年3月22日 | BesTv            | 摘星灣廚房            | 戲外見聞延伸之美食篇，2022年11月15日播出預告片；11月16日起每雙周三播出一期，2023年3月22日收官。              |
| 2024年6月15日－2024年8月31日  | 湖南衛視、芒果TV | 城市捉迷藏            | 2024年6月15日起每週六播出一集；第四期、第五期、第六期因錄製《中餐廳第八季》缺席錄製，8月31日收官。           |
| 2024年7月19日－2024年10月4日  | 湖南衛視、芒果TV | 中餐廳第八季          | 2024年7月19日起每周五播出一集，10月4日收官。                                                                 |
| 2025年6月20日-                | 湖南衛視、芒果TV | 中餐廳第九季          | 2025年6月19日播出先導片，6月20日起每周五播初一集。                                                           |

### 綜藝嘉賓
| 年份   | 播出日期 | 平台     | 節目名稱         | 期數     | 備註 |
| 2019年 | 8月4日   | 騰訊視頻 | 合唱吧！300      | 2        | 2019年7月28日起每周日播出一集 |
| 2019年 | 9月1日   | 騰訊視頻 | 合唱吧！300      | 6        | 2019年7月28日起每周日播出一集 |
| 2019年 | 8月10日  | 騰訊視頻 | 明日之子水晶時代 | 8        | 2019年6月15日起每周六播出一集，共10期； 新歌《誰都別吝嗇》首秀舞台                                                                     |
| 2019年 | 8月13日  | 騰訊視頻 | 我們長大了       | 9        | 2019年6月18日起每周二播出一集，共10期                                                                                                  |
| 2019年 | 8月20日  | 騰訊視頻 | 我們長大了       | 10       | 2019年6月18日起每周二播出一集，共10期                                                                                                  |
| 2019年 | 11月1日  | 北京衛視 | 遇見天壇         | 9        | 《誰都別吝嗇》 |
| 2020年 | 5月16日  | 騰訊視頻 | 創造營2020       | 3        | 2020年5月2日起每周六日各播出一集，共10期 第3、4期為公演特別創始人身份參與 第10期為助力嘉賓，演唱《喊出我的名字》、《赤腳追光》、《曜》 |
| 2020年 | 5月17日  | 騰訊視頻 | 創造營2020       | 4        | 2020年5月2日起每周六日各播出一集，共10期 第3、4期為公演特別創始人身份參與 第10期為助力嘉賓，演唱《喊出我的名字》、《赤腳追光》、《曜》 |
| 2020年 | 7月4日   | 騰訊視頻 | 創造營2020       | 10       | 2020年5月2日起每周六日各播出一集，共10期 第3、4期為公演特別創始人身份參與 第10期為助力嘉賓，演唱《喊出我的名字》、《赤腳追光》、《曜》 |
| 2020年 | 9月4日   | 騰訊視頻 | 認真的嘎嘎們     | 10       | 2020年7月13日起每周五播出一集，共10期 以畢業助力團身分參與                                                                             |
| 2022年 | 2月5日   | 北京衛視 | 運動者聯濛       | 1        | 2022年2月5日起每晚9:30播出冬奧特別版， 2022年2月20日起每周六、日中午12點播出完整版，共15期。                                           |
| 2022年 | 2月6日   | 北京衛視 | 運動者聯濛       | 2        | 2022年2月5日起每晚9:30播出冬奧特別版， 2022年2月20日起每周六、日中午12點播出完整版，共15期。                                           |
| 2022年 | 2月7日   | 北京衛視 | 運動者聯濛       | 3        | 2022年2月5日起每晚9:30播出冬奧特別版， 2022年2月20日起每周六、日中午12點播出完整版，共15期。                                           |
| 2022年 | 2月9日   | 北京衛視 | 運動者聯濛       | 5        | 2022年2月5日起每晚9:30播出冬奧特別版， 2022年2月20日起每周六、日中午12點播出完整版，共15期。                                           |
| 2022年 | 2月19日  | 湖南衛視 | 你好，星期六     | 20220219 | 主題：影視研修班開課啦，演唱《頑固》                                                                                                   |
| 2022年 | 4月23日  | 湖南衛視 | 你好，星期六     | 20220423 | 演唱《這就是愛》ft.趙小棠 |
| 2022年 | 7月16日  | 騰訊視頻 | 開始推理吧       | 第七案   | 嘉賓出演，飾演保安 小聞 |
| 2022年 | 7月23日  | 騰訊視頻 | 開始推理吧       | 第八案   | 嘉賓出演，飾演保安 小聞 |
| 2022年 | 7月30日  | 愛奇藝   | 萌探探探案2      | 11       | 嘉賓出演，《妖貓傳》飾演白鶴少年 丹龍                                                                                                  |
| 2022年 | 8月7日   | 東方衛視 | 極限挑戰8        | 6        | 鏢師大賽 朝天隊 |
| 2022年 | 8月17日  | BesTv    | 砍價天團         | 1        | 2022年8月17日起每周三四播出 |
| 2024年 | 8月31日  | 湖南衛視 | 你好，星期六     | 240831   | 主題：好六街夏日派對，和胡一天搭檔《中餐廳8》宣傳；演唱《想在夏日撞見你》                                                              |
| 2025年 | 3月29日  | 湖南衛視 | 你好，星期六     | 250329   | 主題：限定步數大挑戰，和楊肸子搭檔《樹下有片紅房子》劇組宣傳                                                                           |
| 2025年 | 4月26日  | 湖南衛視 | 你好，星期六     | 250426   | 主題：淮水集團家族大戰，和劉詩詩、張雲龍、吳宣儀搭檔《淮水竹亭》劇組宣傳                                                               |
| 2025年 | 5月9日   | 浙江衛視 | 奔跑吧 13        | 2        | 主題：牛馬變形記 |
| 2025年 | 5月21日  | 騰訊視頻 | 一見你就笑       | 6        | 主題：紅房子爆笑售後直面黑歷史! ，和周柯宇、楊肸子、鶴秋、張笑安搭檔《樹下有片紅房子》劇組宣傳                                         |
| 2025年 | 6月14日  | 湖南衛視 | 你好，星期六     | 250614   | 主題：好六街夏日玫瑰之爭，和吳宣儀搭檔《淮水竹亭》劇組返廠，演唱《孤獨人間》ft.吳宣儀                                                  |
| 2025年 | 6月23日  | 湖南衛視 | 我們的宿舍       | 先導片   | 主題：暖房Party |
| 2025年 | 7月26日  | 湖南衛視 | 你好，星期六     | 250726   | 主題：穗克斯美食爭霸戰，和黃曉明、姜妍、丁禹兮、沈月、尹浩宇、林述巍搭檔《中餐廳9》綜藝宣傳                                            |
| 2025年 |          |          |                  |          | |

## 活動出席

### 演出活動
| 年份   | 日期     | 地點 | 活動名稱                              | 備註                                               |
| 2021年 | 6月17日  | 重慶 | 快樂嗨翻天重慶城市購物狂歡季          | 曲目：《和你》                                     |
| 2021年 | 12月31日 | 上海 | 夢圓東方2022東方衛視跨年盛典          | 曲目：《在美好的新時代共同出發》《唱給最可愛的人》 |
| 2022年 | 2月2日   | -    | 中國夢我聽的夢—2022中國網絡視年度盛典 | 曲目：《孤勇者》                                   |
| 2022年 | 5月3日   | 河南 | 河南五四青年節特別節目                | 曲目：《強國一代有我在》                           |
| 2023年 | 10月31日 | 北京 | 微博迎新之夜                          | 曲目：《請伴隨我一直跑》《乘夢飛行》               |
| 2024年 | 7月30日  | 杭州 | 城市捉迷藏·四季驚喜夜                 | 曲目：《夜盲的麻雀》                               |
| 2025年 | 1月23日  | 湖南 | 湖南衛視2025春節聯歡晚會              | 曲目：《情非得已》《女孩》                         |
| 2025年 | 6月17日  | 長沙 | 京東618開心夜                         | 曲目：《不值得》《日不落》                         |

### 音樂節
| 年份   | 日期    | 城市 | 地點                 | 活動名稱                 | 備註 |
| 2021年 | 7月31日 | 寧波 | 羅蒙環球樂園         | 羅蒙環球樂園 星動一夏    | 曲目 1. 黑洞裡 2. 內疚 3. 阿楚姑娘 4. 情深深雨濛濛(Talking清唱)                                                                                           |
| 2022年 | 7月9日  | 成都 | 歡樂谷               | HOMO電音節               | 曲目 1. 什麼時候我們開始不說話 2. 請伴隨著我一直跑 3. 情深深雨濛濛(Talking清唱) 4. 有你的天氣 5. 我們倆(Talking清唱) 6. 乘夢飛行(Talking清唱) 7. 海岸引力 |
| 2023年 | 9月22日 | 濟南 | 山東省體育中心體育場 | 哇唧唧哇2023暑假派對     | 曲目 1. 夏夜晴朗的晚上 2. 愛情轉移 3. 海岸引力 4. 請伴隨著我一直跑 5. 出去玩(大合唱)                                                                      |
| 2025年 | 5月2日  | 北京 | 昌平拉斐特城堡       | 元氣森林音樂節           | 曲目 1. 什麼時候開始不說話 2. 蘇州河 3. 局部有雨 4. 雨愛 5. 不如找天見面                                                                                  |
| 2025年 | 5月4日  | 上海 | 國際音樂村           | 超級芒果音樂節           | 曲目 1. 什麼時候開始不說話 2. 有你的天氣 3. 愛愛愛 4. 匿名的好友 5. 局部有雨                                                                              |
| 2025年 | 9月6日  | 黃山 | 悠悠湖文化中心       | 2025巔峰斑馬音樂節黃山站 | |

### 品牌活動
| 年份   | 日期     | 品牌                   | 地點           | 活動名稱                               | 備註                      |
| 2019年 | 5月29日  | Mageline 麥吉麗        | 北京           | 麥吉麗品牌五週年耀顏盛典               | 與姚琛、戴景耀一同參加    |
| 2020年 | 5月28日  | PERFECT DIARY 完美日记 | -              | 萬物有鯉 乘運而來8 Day明星直播不NG     | 抖音直播                  |
| 2020年 | 9月5日   | Downy 當妮             | -              | R1SE翟瀟聞的真香運動會                 | 京東直播                  |
| 2020年 | 9月17日  | Dr.CiLabo 城野醫生     | 北京           | 城野醫生新品盛典                       | 天貓直播                  |
| 2021年 | 6月15日  | Maestro 美濤           | 上海静安大悦城 | 玩趣到底，與翟同型 型趣party           | 淘寶直播、線下見面會      |
| 2021年 | 6月16日  | Biotherm 碧歐泉        | 重慶           | 「聞」風而起，逐浪年輕                 | 京東碧歐泉618年中盛典直播 |
| 2021年 | 8月19日  | Armani 阿瑪尼          | -              | 明星情報局                             | 阿瑪尼天貓超級品牌日      |
| 2021年 | 8月27日  | CHANDO 自然堂          | -              | 助力種草喜馬拉雅公益                   | 京東自然堂超級品牌日      |
| 2021年 | 10月23日 | fnf 超速溶茶           | 上海           | 奶茶便利店                             | 淘寶直播、線下見面會      |
| 2021年 | 11月10日 | 雅詩蘭黛 Estee Lauder  | -              | 美麗進階 聞名而至                      | 京東直播                  |
| 2022年 | 4月7日   | Fresh馥蕾詩            | -              | 今夜大明星 翟瀟聞來了                  | 淘寶直播                  |
| 2022年 | 5月11日  | 純甄                   | -              | 無負擔 甄好喝                          | 517京東吃貨嘉年華         |
| 2022年 | 5月20日  | 雅詩蘭黛 Estee Lauder  | -              | 釋愛無懼 一線鍾情                      | 京東超級大牌秒殺日        |
| 2022年 | 5月31日  | SWAROVSKI 施華洛世奇   | -              | 生活，就該這麼愛！                     | 天貓618星動夜             |
| 2022年 | 7月30日  | 雅詩蘭黛 Estee Lauder  | -              | 釋愛無際，浪漫復興                     | 京東超級品牌日            |
| 2022年 | 9月6日   | OLAPLEX                | -              | 翟式護髮見聞                           | 淘寶直播                  |
| 2022年 | 9月10日  | Lacoste                | -              | 鱷魚超魔力製造局                       | 抖音直播                  |
| 2022年 | 9月27日  | Fresh馥蕾詩            | -              | 京東小魔方丨Fresh                      | 京東直播                  |
| 2023年 | 2月9日   | 呂Ryo                  | -              | 胺基酸加持 聞穩修護力                  | 美團App直播               |
| 2025年 | 4月1日   | LINLEE林裡·手打檸檬茶  | -              | 泰清涼過把癮                           | 抖音直播                  |
| 2025年 | 4月17日  | CPB肌膚之鑰            | -              | 鑽光進階，「聞」定上分                 | 京東直播                  |
| 2025年 | 4月27日  | FLOWERLURE花間頌       | -              | 瀟瀟花語 灼灼風華                      | 抖音直播                  |
| 2025年 | 5月13日  | MOLSION陌森眼镜        | 瀋陽鐵西萬象匯 | 星星相吸                               | 天貓/抖音/小紅書直播      |
| 2025年 | 5月15日  | 芙清FulQun             | -              | 和翟瀟聞一起涼茶一夏 專業護芙 卓有成瀟 | 抖音/淘寶直播             |
| 2025年 | 5月17日  | 雅詩蘭黛 Estee Lauder  | -              | 「愛在美個時刻」歌舞首秀               | 抖音直播                  |
| 2025年 | 6月13日  | OKCS                   | -              | 瀟灑自由 聞定出色                      | 抖音直播                  |
| 2025年 | 7月29日  | POSITIVEHOTEL          | -              | 隨時咖啡不用杯                         | 抖音直播                  |
| 2025年 | 8月19日  | AZTK                   | -              |                                        | 抖音直播                  |

### 直播活動
| 年份   | 日期    | 地點     | 活動名稱                   | 備註                                                         |
| 2021年 | 1月10日 | YY直播   | 愛豆Y現場                  | 曲目 1. 我好想你 2. 浪費 3. 彩虹 4. 第三人稱 5. 永不失聯的愛 |
| 2021年 | 8月14日 | 微博直播 | 江家姊弟揭密幕後趣事一籮筐 | 《親愛的爸媽》連麥 張逸杰.李春媛                             |

### 時尚活動
| 年份   | 日期     | 地點 | 活動名稱                           | 備註                  |
| 2018年 | 10月17日 | 首爾 | S/S Hera 2019首爾時裝週            | -                     |
| 2020年 | 2月23日  | -    | PORTS 1961 米蘭時裝周 宅在家雲看秀 | 騰訊雲直播            |
| 2021年 | 11月16日 | 三亞 | 智族GQ 2021 MEN OF THE YEAR        | 化身頑皮牛仔 手拿水槍 |
| 2021年 | 11月19日 | 上海 | Givenchy紀梵希2022早春系列發布會   | -                     |

## 獎項
| 年份   | 頒獎單位                                              | 獎項                       | 備註                             |
| 2020年 | 超新星全運會第三季                                    | 男女混合游泳4X50米接力冠軍 | 與李汶翰、Sunnee、鄭乃馨一同參加 |
| 2021年 | 中國國際青年電影展網絡影視盛典 （金骨朵網絡影視盛典） | 年度潛力男演員             | -                                |